# Polyphaga
Il sottordine dei Polyphaga Emery, 1886, o Polifagi, è il raggruppamento più vasto e più rappresentativo dell'ordine dei Coleoptera, comprendente oltre 300 000 specie distribuite in 168 famiglie. La maggior parte dei coleotteri comunemente conosciuti fa capo a questo raggruppamento sistematico.
Si distinguono dagli Adephaga, o adefagi, l'altro sottordine più rappresentativo, principalmente per la morfologia del protorace e delle zampe anteriori: nella maggior parte dei Polyphaga sono assenti le suture notopleurali che negli Adephaga separano il pronoto dalle pleure. I trocanteri non sono tanto sviluppati come negli Adephaga.

## Sistematica
Il sottordine si suddivide in sei infraordini, comprendenti complessivamente 16 superfamiglie:
- Sottordine Polyphaga
  - Infraordine Staphyliniformia
    - Superfamiglia Hydrophiloidea Latreille, 1802
      - Famiglia Hydrophilidae Latreille, 1802
      - Famiglia Sphaeritidae Shuckard, 1839
      - Famiglia Synteliidae Lewis, 1882
      - Famiglia Histeridae Gyllenhal, 1808

    - Superfamiglia Staphylinoidea Latreille, 1802
      - Famiglia Hydraenidae Mulsant, 1844
      - Famiglia Ptiliidae Erichson, 1845
      - Famiglia Agyrtidae Thomson, 1859
      - Famiglia Leiodidae Fleming, 1821
      - Famiglia Silphidae Latreille, 1806
      - Famiglia Staphylinidae Latreille, 1802

  - Infraordine Scarabaeiformia
    - Superfamiglia Scarabaeoidea Latreille, 1802
      - Famiglia Pleocomidae LeConte, 1861
      - Famiglia Geotrupidae Latreille, 1802
      - Famiglia Belohinidae Paulian, 1959
      - Famiglia Passalidae Leach, 1815
      - Famiglia Trogidae MacLeay, 1819
      - Famiglia Glaresidae Kolbe, 1905
      - Famiglia Diphyllostomatidae Holloway, 1972
      - Famiglia Lucanidae Latreille, 1804
      - Famiglia Ochodaeidae Mulsant and Rey, 1871
      - Famiglia Hybosoridae Erichson, 1847
      - Famiglia Glaphyridae MacLeay, 1819
      - Famiglia Scarabaeidae Latreille, 1802
      - Famiglia †Coprinisphaeridae Genise, 2004
      - Famiglia †Pallichnidae Genise, 2004

  - Infraordine Elateriformia
    - Superfamiglia Scirtoidea Fleming, 1821
      - Famiglia Decliniidae Nikitsky, Lawrence, Kirejtshuk and Gratshev, 1994
      - Famiglia Eucinetidae Lacordaire, 1857
      - Famiglia Clambidae Fischer von Waldheim, 1821
      - Famiglia Scirtidae Fleming, 1821
      - Famiglia †Elodophthalmidae Kirejtshuk and Azar, 2008
      - Famiglia †Mesocinetidae Kirejtshuk and Ponomarenko, 2010

    - Superfamiglia Dascilloidea Guérin-Méneville, 1843 (1834)
      - Famiglia Dascillidae Guérin-Méneville, 1843 (1834)
      - Famiglia Rhipiceridae Latreille, 1834

    - Superfamiglia Buprestoidea Leach, 1815
      - Famiglia Schizopodidae LeConte, 1859
      - Famiglia Buprestidae Leach, 1815

    - Superfamiglia Byrrhoidea Latreille, 1804
      - Famiglia Byrrhidae Latreille, 1804
      - Famiglia Elmidae Curtis, 1830
      - Famiglia Dryopidae Billberg, 1820 (1817)
      - Famiglia Lutrochidae Kasap and Crowson, 1975
      - Famiglia Limnichidae Erichson, 1846
      - Famiglia Heteroceridae MacLeay, 1825
      - Famiglia Psephenidae Lacordaire, 1854
      - Famiglia Cneoglossidae Champion, 1897
      - Famiglia Ptilodactylidae Laporte, 1836
      - Famiglia Podabrocephalidae Pic, 1930
      - Famiglia Chelonariidae Blanchard, 1845
      - Famiglia Eulichadidae Crowson, 1973
      - Famiglia Callirhipidae Emden, 1924

    - Superfamiglia Elateroidea Leach, 1815
      - Famiglia Rhinorhipidae Lawrence, 1988
      - Famiglia Artematopodidae Lacordaire, 1857
      - Famiglia Brachypsectridae LeConte and Horn, 1883
      - Famiglia Cerophytidae Latreille, 1834
      - Famiglia Eucnemidae Eschscholtz, 1829
      - Famiglia Throscidae Laporte, 1840 nomen protectum
      - Famiglia †Praelateriidae Dolin, 1973
      - Famiglia Elateridae Leach, 1815
      - Famiglia Plastoceridae Crowson, 1972
      - Famiglia Drilidae Blanchard, 1845
      - Famiglia Omalisidae Lacordaire, 1857
      - Famiglia †Berendtimiridae Winkler, 1987
      - Famiglia Lycidae Laporte, 1836
      - Famiglia Telegeusidae Leng, 1920
      - Famiglia Phengodidae LeConte, 1861
      - Famiglia Rhagophthalmidae Olivier, 1907
      - Famiglia Lampyridae Rafinesque, 1815
      - Famiglia Omethidae LeConte, 1861
      - Famiglia Cantharidae Imhoff, 1856 (1815)

  - Infraordine Derodontiformia
    - Superfamiglia Derodontoidea LeConte, 1861
      - Famiglia Derodontidae LeConte, 1861
      - Famiglia Nosodendridae Erichson, 1846
      - Famiglia Jacobsoniidae Heller, 1926

  - Infraordine Bostrichiformia
    - Superfamiglia Bostrichoidea Latreille, 1802
      - Famiglia Dermestidae Latreille, 1804
      - Famiglia Endecatomidae LeConte, 1861
      - Famiglia Bostrichidae Latreille, 1802
      - Famiglia Ptinidae Latreille, 1802

  - Infraordine Cucujiformia
    - Superfamiglia Lymexyloidea Fleming, 1821
      - Famiglia Lymexylidae Fleming, 1821

    - Superfamiglia Cleroidea Latreille, 1802
      - Famiglia Phloiophilidae Kiesenwetter, 1863
      - Famiglia Trogossitidae Latreille, 1802
      - Famiglia Chaetosomatidae Crowson, 1952
      - Famiglia Metaxinidae Kolibáč, 2004
      - Famiglia Thanerocleridae Chapin, 1924
      - Famiglia Cleridae Latreille, 1802
      - Famiglia Acanthocnemidae Crowson, 1964
      - Famiglia Phycosecidae Crowson, 1952
      - Famiglia Prionoceridae Lacordaire, 1857
      - Famiglia Mauroniscidae Majer, 1995
      - Famiglia Melyridae Leach, 1815

    - Superfamiglia Cucujoidea Latreille, 1802
      - Famiglia †Parandrexidae Kirejtshuk, 1994
      - Famiglia †Sinisilvanidae Hong, 2002
      - Famiglia Boganiidae Sen Gupta and Crowson, 1966
      - Famiglia Byturidae Gistel, 1848
      - Famiglia Helotidae Chapuis, 1876
      - Famiglia Protocucujidae Crowson, 1954
      - Famiglia Sphindidae Jacquelin du Val, 1860
      - Famiglia Biphyllidae LeConte, 1861
      - Famiglia Erotylidae Latreille, 1802
      - Famiglia Monotomidae Laporte, 1840
      - Famiglia Hobartiidae Sen Gupta and Crowson, 1966
      - Famiglia Cryptophagidae Kirby, 1826
      - Famiglia Agapythidae Sen Gupta and Crowson, 1969
      - Famiglia Priasilphidae Crowson, 1973
      - Famiglia Phloeostichidae Reitter, 1911
      - Famiglia Silvanidae Kirby, 1837
      - Famiglia Cucujidae Latreille, 1802
      - Famiglia Myraboliidae Lawrence and Britton, 1991
      - Famiglia Cavognathidae Sen Gupta and Crowson, 1966
      - Famiglia Lamingtoniidae Sen Gupta and Crowson, 1969
      - Famiglia Passandridae Blanchard, 1845
      - Famiglia Phalacridae Leach, 1815
      - Famiglia Propalticidae Crowson, 1952
      - Famiglia Laemophloeidae Ganglbauer, 1899
      - Famiglia Tasmosalpingidae Lawrence and Britton, 1991
      - Famiglia Cyclaxyridae Gimmel, Leschen and Ślipiński, 2009
      - Famiglia Kateretidae Kirby, 1837
      - Famiglia Nitidulidae Latreille, 1802
      - Famiglia Smicripidae Horn, 1880
      - Famiglia Bothrideridae Erichson, 1845
      - Famiglia Cerylonidae Billberg, 1820
      - Famiglia Alexiidae Imhoff, 1856
      - Famiglia Discolomatidae Horn, 1878
      - Famiglia Endomychidae Leach, 1815
      - Famiglia Coccinellidae Latreille, 1807
      - Famiglia Corylophidae LeConte, 1852
      - Famiglia Akalyptoischiidae Lord, Hartley, Lawrence, McHugh and Miller, 2010
      - Famiglia Latridiidae Erichson, 1842

    - Superfamiglia Tenebrionoidea Latreille, 1802
      - Famiglia Mycetophagidae Leach, 1815
      - Famiglia Archeocrypticidae Kaszab, 1964
      - Famiglia Pterogeniidae Crowson, 1953
      - Famiglia Ciidae Leach, 1819
      - Famiglia Tetratomidae Billberg, 1820
      - Famiglia Melandryidae Leach, 1815
      - Famiglia Mordellidae Latreille, 1802
      - Famiglia Ripiphoridae Gemminger, 1870 (1855)
      - Famiglia Zopheridae Solier, 1834
      - Famiglia Ulodidae Pascoe, 1869
      - Famiglia Promecheilidae Lacordaire, 1859
      - Famiglia Chalcodryidae Watt, 1974
      - Famiglia Trachelostenidae Lacordaire, 1859
      - Famiglia Tenebrionidae Latreille, 1802
      - Famiglia Prostomidae Thomson, 1859
      - Famiglia Synchroidae Lacordaire, 1859
      - Famiglia Stenotrachelidae Thomson, 1859
      - Famiglia Oedemeridae Latreille, 1810
      - Famiglia Meloidae Gyllenhal, 1810
      - Famiglia Mycteridae Oken, 1843
      - Famiglia Boridae Thomson, 1859
      - Famiglia Trictenotomidae Blanchard, 1845
      - Famiglia Pythidae Solier, 1834
      - Famiglia Pyrochroidae Latreille, 1806
      - Famiglia Salpingidae Leach, 1815
      - Famiglia Anthicidae Latreille, 1819
      - Famiglia Aderidae Csiki, 1909
      - Famiglia Scraptiidae Gistel, 1848

    - Superfamiglia Chrysomeloidea Latreille, 1802
      - Famiglia Oxypeltidae Lacordaire, 1868
      - Famiglia Vesperidae Mulsant, 1839
      - Famiglia Disteniidae Thomson, 1861
      - Famiglia Cerambycidae Latreille, 1802
      - Famiglia Megalopodidae Latreille, 1802
      - Famiglia Orsodacnidae Thomson, 1859
      - Famiglia Chrysomelidae Latreille, 1802

    - Superfamiglia Curculionoidea Latreille, 1802
      - Famiglia Nemonychidae Bedel, 1882
      - Famiglia Anthribidae Billberg, 1820
      - Famiglia †Ulyanidae Zherikhin, 1993
      - Famiglia Belidae Schönherr, 1826
      - Famiglia Caridae Thompson, 1992
      - Famiglia Attelabidae Billberg, 1820
      - Famiglia Brentidae Billberg, 1820
      - Famiglia Dryophthoridae Schönherr, 1825
      - Famiglia Brachyceridae Billberg, 1820
      - Famiglia Curculionidae Latreille, 1802